# Перелік ударів по житловій забудові під час російського вторгнення (січень 2024)
Удари по житловій забудові України під час російсько-української війни — воєнний злочин, скоєний російськими військовими під час повномасштабного військового вторгнення в Україну.
У переліку подано інформацію про удари по житловій та громадській забудові яка була опублікована у відкритих джерелах. Подано інформацію про атаки протягом січня 2024 року.

## Загальна інформація
Згідно моніторингової місії ООН з прав людини в Україні відомо про 169 загиблих цивільних українців протягом січня 2024 року.

### Руйнування населених пунктів прилеглих до лінії зіткнення
У населених пунктах які знаходяться біля лінії бойового зіткнення, постійно відбуваються обстріли житлової та іншої цивільної забудови (у тому числі медичних установ, навчальних закладів, комерційної забудови). Впродовж січня 2024 року, обстріли відбувалися вздовж прикордонних громад Чернігівщини, Сумщини, та Харківщини, а також громад Запорізької, Дніпропетровської, Херсонської та Миколаївської областей із використанням ракет, безпілотників, мінометів, артилерії, реактивних систем залпового вогню, вогнем бронетехніки та стрілецької зброї.
Вздовж державного кордону:
- У Чернігівській області — Корюківська, Новгород-Сіверська, Семенівська, Сновська громади.
- У Сумській області — Білопільська, Великописарівська, Глухівська, Краснопільська, Миропільська, Новослобідська, Путивльська, Хотінська, Юнаківська громади.
- У Харківській області — Вільхуватська, Вовчанська, Дворічанська, Дергачівська, Золочівська, Липецька громади

Між тимчасово окупованою територією:
- У Харківській області — Борівська, Дворічанська, Ізюмська, Кіндрашівська, Куп'янська, Курилівська, Оскільська, Петропавлівська громади
- У Луганській області — Красноріченська, Лисичанська громади
- У Донецькій області — Званівська, Сіверська громади
- У Запорізькій області —
- У Херсонській області —
- У Миколаївській області —

## Перелік атак
Червоним кольором позначені атаки у яких відомо про загибель людей.
| дата і місце                                     | дата і місце                         | тип зброї         | подробиці атаки, жертви (загиблі/поранені)                                          | подробиці атаки, жертви (загиблі/поранені) |
| ------------------------------------------------ | ------------------------------------ | ----------------- | ----------------------------------------------------------------------------------- | ------------------------------------------ |
| 01/01                                            | Одеса                                | Shahed 136        | влучання БПЛА у багатоквартирний житловий будинок                                   | 1/2+                                       |
| 01/01                                            | Сумська обл., Есмань                 | Shahed 136        | влучання БПЛА у житловий будинок                                                    | 2/0                                        |
| 01/01                                            | Львівська обл., Білогорща            | Shahed 136        | ураження уламками музею та навчального закладу на Львівщині                         | —                                          |
| 01/01                                            | Львівська обл., Дубляни              | Shahed 136        | ураження уламками музею та навчального закладу на Львівщині                         | —                                          |
| 01/01                                            | Сумська обл.                         | артобстріл        | обстріл території населених пунктів                                                 | 0/1                                        |
| Масований ракетний обстріл України 2 січня 2024  |                                      |                   |                                                                                     |                                            |
| 02/01                                            | Київ                                 | ракетний удар     | влучання і пошкодження уламками житлової та іншої забудови                          | 3/100+                                     |
| 02/01                                            | Київська обл.                        | ракетний удар     | влучання і пошкодження уламками житлової та іншої забудови                          | 3/100+                                     |
| 02/01                                            | Харків                               | С-300/KN-23       | обстріл житлової інфраструктури                                                     | 2/62                                       |
|                                                  |                                      |                   |                                                                                     |                                            |
| 03/01                                            | Миколаївська обл., Снігурівка        | С-300             | цивільна інфраструктура                                                             | 0/4                                        |
| 03/01                                            | Харків                               | С-300             | цивільна інфраструктура                                                             | —                                          |
| 04/01                                            | Донецька обл., Курахове              | С-300             | уражені багатоквартирні будинки, дитсадок, школа, кафе, профілакторій, адмінбудівлі | —                                          |
| 05/01                                            | Миколаївська обл., Баштанський р-н   | Shahed 136        | влучання по складах агропідприємства, пошкодження житлової забудови                 | —                                          |
| 05/01                                            | Херсонська обл., Високе              | Shahed 136        | удар по адмінбудівлі та модульному містечку                                         | 0/5                                        |
| 06/01                                            | Донецька обл., Покровськ             | С-300             | влучання по житловим будинкам                                                       | 12/10                                      |
| 06/01                                            | Донецька обл., Рівне                 | С-300             | влучання по житловим будинкам                                                       | 12/10                                      |
| 07/01                                            | Харків                               | С-300             | відомо про обстріл житлової інфраструктури                                          | —                                          |
| 07/01                                            | Харківська обл., Вовчанськ           | С-300             | відомо про обстріл житлової інфраструктури                                          | —                                          |
| 07/01                                            | Харківська обл., Сенькове            | РСЗВ              | відомо про обстріл житлової інфраструктури                                          | 0/1                                        |
| 07/01                                            | Харківська обл., Нечволодівка        | РСЗВ              | відомо про обстріл житлової інфраструктури                                          | 1/1                                        |
| Масований ракетний обстріл України 8 січня 2024  |                                      |                   |                                                                                     |                                            |
| 08/01                                            | Дніпропетровська обл., Лозуватка     | ракетний удар     | влучання у приватний житловий будинок                                               | 1/0                                        |
| 08/01                                            | Харківська обл., Зміїв               | С-300             | обстріл приватних житлових будинків                                                 | 2/2                                        |
| 08/01                                            | Дніпропетровська обл., Кривий Ріг    | ракетний удар     | влучання у торговий центр                                                           | 0/1                                        |
| 08/01                                            | Дніпропетровська обл., Новомосковськ | ракетний удар     | пошкоджені адмінбудівлі, заправки, п'ятиповерхівка, приватні авто                   | 0/24                                       |
| 08/01                                            | Запоріжжя                            | ракетний удар     | влучання на відкриті території поруч з будинками                                    | 0/4                                        |
| 08/01                                            | Харків                               | С-300             | влучання по закладу профтех освіти, пошкоджена будівля залізниці                    | 0/2                                        |
|                                                  |                                      |                   |                                                                                     |                                            |
| 09/01                                            | Харків                               | С-300             | пошкоджений дитячий оздоровчий центр                                                | —                                          |
| 09/01                                            | Сумська обл., Краснопілля            | Shahed 136        | пошкоджено будинок культури, приватні будинки                                       | —                                          |
| 10/01                                            | Харківська обл., Вільхуватка         | авіабомбовий удар | удар по селу, частково зруйновано будівлю навчального закладу                       | 1/0                                        |
| 10/01                                            | Харків                               | С-300             | удари по центральній частині Харкова, дві ракети поцілили в готелі                  | 0/11                                       |
| Масований ракетний обстріл України 13 січня 2024 |                                      |                   |                                                                                     |                                            |
| 13/01                                            | Сумська обл., Велика Писарівка       | С-300             | пошкоджено низку об'єктів цивільної інфраструктури та 10 приватних будинків         | —                                          |
| 13/01                                            | Сумська обл., Шостка                 | Х-22              | вибуховою хвилею пошкоджено щонайменше 26 будинків                                  | 0/1                                        |
| 13/01                                            | Чернігів                             | ракетний удар     | пошкоджено 15 приватних будинків, багатоповерхівку та три магазини                  | —                                          |
|                                                  |                                      |                   |                                                                                     |                                            |
| 13/01                                            | Херсонська обл., Берислав            | авіабомбовий удар | зруйновано двоповерховий житловий будинок                                           | 0/1                                        |
| 14/01                                            | Херсонська обл., Станіслав           | БпЛА              | атака дроном-камікадзе підрозділ місцевої пожежної охорони в селі Станіслав         | 0/4                                        |
| 15/01                                            | Херсон                               | артобстріл        | відомо про обстріл житлової інфраструктури                                          | —                                          |
| 15/01                                            | Донецька обл., Нью-Йорк              | авіабомбовий удар | на житлові квартали селища скинуто чотири авіабомби КАБ-500, одна не здетонувала    | 0/3                                        |
| 17/01                                            | Харків                               | С-300             | ракетний удар по житловій інфраструктурі в середмісті Харкова                       | 0/15+                                      |
| 17/01                                            | Одеса                                | Shahed 136        | 19 збиті ППО, ураження уламками та влучання у житлові будинки                       | —                                          |
| 18/01                                            | Харківська обл., Чугуїв              | С-300             | відомо про влучання по цивільним об'єктам                                           | 1/0                                        |
| 20/01                                            | Донецька обл., Новогродівка          | С-300             | пошкоджені житлові будинки, будівля школи та дитсадок, а також адмінбудівля         | 0/2                                        |
| 22/01                                            | Харківська обл., Куп'янськ           | артобстріл        | пошкоджені житлові будинки і торговельний заклад                                    | 1/2                                        |
| 22/01                                            | Херсонська обл., Берислав            | БпЛА              | атака дроном місцевого жителя, який їхав вулицею на мотоциклі                       | 1/0                                        |
| Масований ракетний обстріл України 23 січня 2024 |                                      |                   |                                                                                     |                                            |
| 23/01                                            | Київ                                 | ракетний удар     | влучання ракет та ураження уламками по житловій забудові                            | 1/18                                       |
| 23/01                                            | Дніпропетровська обл., Павлоград     | ракетний удар     | пошкоджені інфраструктура, дві школи та вісім багатоповерхівок                      | 1/2+                                       |
| 23/01                                            | Харків                               | С-300             | обстріл житлової забудови у Київському та Салтівському районах міста Харкова        | 10/42                                      |
| 23/01                                            | Харків                               | ракетний удар     | обстріл житлової забудови у Київському та Салтівському районах міста Харкова        | 10/42                                      |
| 23/01                                            | Київська обл., Бучанський р-н        | ракетний удар     | пошкоджені багатоповерхові та приватні будинки, господарчі споруди та авто          | 0/3                                        |
| 23/01                                            | Харківська обл., Балаклія            | С-300             | уражено об'єкт цивільної інф-ри, багатоквартирний та приватні житлові будинки       | 0/2                                        |
|                                                  |                                      |                   |                                                                                     |                                            |
| 23/01                                            | Харків                               | С-300             | повторний обстріл центру Харкова, влучання у житлову забудову                       | 0/9                                        |
| 24/01                                            | Харківська обл., Харківський р-н     | С-300             | обстріл житлової забудови у сільській місцевості                                    | 0/2                                        |
| 24/01                                            | Харківська обл., Чугуївський р-н     | С-300             | обстріл житлової забудови у сільській місцевості                                    | 0/2                                        |
| 24/01                                            | Донецька обл., Гірник                | артобстріл        | пошкоджені 2 багатоповерхівки та 43 приватні будинки                                | 2/9                                        |
| 24/01                                            | Сумська обл., Степок                 | артобстріл        | влучання у приватний житловий будинок                                               | 1/0                                        |
| 25/01                                            | Одеса                                | Shahed 136        | пошкоджено житлові будинки та цивільну інфраструктуру                               | 0/2                                        |
| 25/01                                            | Донецька обл., Дружківка             | С-300             | зруйновано 3 приватні будинки, ще 10 пошкоджено                                     | —                                          |
| 26/01                                            | Херсон                               | С-300             | пошкоджено дитячий садок, багатоповерхівку та будівлю торговельного центру          | 0/1                                        |
| 26/01                                            | Донецька обл., Мирноград             | С-300             | пошкоджено 7 багатоквартирних будинків, дитсадок, школа, магазин, авто              | 0/6                                        |
| 26/01                                            | Донецька обл., Новогродівка          | С-300             | пошкоджені житлові будинки, лікарня, крамниця, гаражі, авто                         | —                                          |
| 27/01                                            | Сумська обл., Андріївка              | рейд              | ворожі диверсанти ростріляли двох цивільних                                         | 2/0                                        |
| 27/01                                            | Харківська обл., Харківський р-н     | артобстріл        | відомо про обстріл житлової забудови населених пунктів                              | 0/4                                        |
| 27/01                                            | Харківська обл., Чугуївський р-н     | артобстріл        | відомо про обстріл житлової забудови населених пунктів                              | 0/4                                        |
| 27/01                                            | Харківська обл., Куп'янськ р-н       | артобстріл        | відомо про обстріл житлової забудови населених пунктів                              | 0/4                                        |
| 27/01                                            | Донецька обл., Слов'янськ            | Іскандер          | влучання у керамічний цех, пошкодження житлових багатоповерхівок і дитсадка         | —                                          |
| 28/01                                            | Донецька обл., Мирноград             | С-300             | обстріл ракетами житлового масиву                                                   | 0/3                                        |
| 29/01                                            | Донецька обл., Мирноград             | С-300             | атаковано дитсадок,приватні будинки, та ще один навчальний заклад                   | —                                          |
| 30/01                                            | Харківська обл., Золочів             | Іскандер-М        | пошкоджено будинок                                                                  | —                                          |
| 30/01                                            | Харків                               | Shahed 136        | влучання у житлову та іншу забудову, влучання відбулися під кінець доби 30 січня    | 0/4                                        |
| 30/01                                            | Донецька обл., Покровськ             | Іскандер-М        | пошкоджений промисловий об'єкт, житлові будинки, авто                               | 0/1                                        |
| 31/01                                            | Харків                               | Shahed 136        | пошкодження цивільної інфраструктури                                                | —                                          |